# Uzunhasanlar, Aliağa
Uzunhasanlar là một xã thuộc huyện Aliağa, tỉnh İzmir, Thổ Nhĩ Kỳ. Dân số thời điểm năm 2010 là 328 người.